# Karl Wilhelm Reinmuth
Karl Wilhelm Reinmuth (ur. 4 kwietnia 1892 w Kohlhof k. Heidelbergu, zm. 6 maja 1979 w Heidelbergu) – niemiecki astronom. Przez całą swoją karierę zawodową pracował w obserwatorium Landessternwarte Heidelberg-Königstuhl w Heidelbergu. W latach 1914–1957 odkrył 395 planetoid, w tym pierwszą z grupy Apolla, (1862) Apollo. Odkrył również dwie komety okresowe 30P/Reinmuth i 44P/Reinmuth. Jedna z odkrytych przez niego planetoid otrzymała nazwę (1111) Reinmuthia.

## Lista odkrytych planetoid
| (796) Sarita    | 15 października 1914 |
| (799) Gudula    | 9 marca 1915         |
| (864) Aase      | 30 września 1921     |
| (909) Ulla      | 7 lutego 1919        |
| (910) Anneliese | 1 marca 1919         |
| (911) Agamemnon | 19 marca 1919        |
| (913) Otila     | 19 maja 1919         |
| (918) Itha      | 22 sierpnia 1919     |
| (920) Rogeria   | 1 września 1919      |
| (921) Jovita    | 4 września 1919      |
| (922) Schlutia  | 18 września 1919     |
| (923) Herluga   | 30 września 1919     |
| (924) Toni      | 20 października 1919 |
| (926) Imhilde   | 15 lutego 1920       |
| (928) Hildrun   | 23 lutego 1920       |
| (929) Algunde   | 10 marca 1920        |
| (933) Susi      | 10 lutego 1927       |
| (935) Clivia    | 7 września 1920      |
| (936) Kunigunde | 8 września 1920      |
| (937) Bethgea   | 12 września 1920     |
| (938) Chlosinde | 9 września 1920      |
| (939) Isberga   | 4 października 1920  |
| (940) Kordula   | 10 października 1920 |
| (942) Romilda   | 11 października 1920 |
| (943) Begonia   | 20 października 1920 |

| (948) Jucunda  | 3 marca 1921         |
| (950) Ahrensa  | 1 kwietnia 1921      |
| (954) Li       | 4 sierpnia 1921      |
| (955) Alstede  | 5 sierpnia 1921      |
| (956) Elisa    | 8 sierpnia 1921      |
| (957) Camelia  | 7 września 1921      |
| (958) Asplinda | 28 września 1921     |
| (959) Arne     | 30 września 1921     |
| (960) Birgit   | 1 października 1921  |
| (961) Gunnie   | 10 października 1921 |
| (962) Aslög    | 25 października 1921 |
| (963) Iduberga | 26 października 1921 |
| (968) Petunia  | 24 listopada 1921    |
| (970) Primula  | 29 listopada 1921    |
| (973) Aralia   | 18 marca 1922        |
| (974) Lioba    | 18 marca 1922        |
| (979) Ilsewa   | 29 czerwca 1922      |
| (983) Gunila   | 30 lipca 1922        |
| (984) Gretia   | 27 sierpnia 1922     |
| (985) Rosina   | 14 października 1922 |
| (987) Wallia   | 23 października 1922 |
| (994) Otthild  | 18 marca 1923        |
| (997) Priska   | 12 lipca 1923        |
| (998) Bodea    | 6 sierpnia 1923      |
| (999) Zachia   | 9 sierpnia 1923      |

| (1000) Piazzia  | 12 sierpnia 1923     |
| (1003) Lilofee  | 13 września 1923     |
| (1009) Sirene   | 31 października 1923 |
| (1010) Marlene  | 12 listopada 1923    |
| (1011) Laodamia | 5 stycznia 1924      |
| (1012) Sarema   | 12 stycznia 1924     |
| (1014) Semphyra | 29 stycznia 1924     |
| (1015) Christa  | 31 stycznia 1924     |
| (1016) Anitra   | 31 stycznia 1924     |
| (1018) Arnolda  | 3 marca 1924         |
| (1019) Strackea | 3 marca 1924         |
| (1020) Arcadia  | 7 marca 1924         |
| (1023) Thomana  | 25 czerwca 1924      |
| (1025) Riema    | 12 sierpnia 1923     |
| (1026) Ingrid   | 13 sierpnia 1923     |
| (1035) Amata    | 29 września 1924     |
| (1041) Asta     | 22 marca 1925        |
| (1042) Amazone  | 22 kwietnia 1925     |
| (1043) Beate    | 22 kwietnia 1925     |
| (1044) Teutonia | 10 maja 1924         |
| (1047) Geisha   | 17 listopada 1924    |
| (1048) Feodosia | 29 listopada 1924    |
| (1049) Gotho    | 14 września 1925     |
| (1050) Meta     | 14 września 1925     |
| (1051) Merope   | 16 września 1925     |

| (1054) Forsytia  | 20 listopada 1925    |
| (1056) Azalea    | 31 stycznia 1924     |
| (1060) Magnolia  | 13 sierpnia 1925     |
| (1061) Paeonia   | 10 października 1925 |
| (1063) Aquilegia | 6 grudnia 1925       |
| (1064) Aethusa   | 2 sierpnia 1926      |
| (1066) Lobelia   | 1 września 1926      |
| (1067) Lunaria   | 9 września 1926      |
| (1070) Tunica    | 1 września 1926      |
| (1072) Malva     | 4 października 1926  |
| (1076) Viola     | 5 października 1926  |
| (1077) Campanula | 6 października 1926  |
| (1078) Mentha    | 7 grudnia 1926       |
| (1080) Orchis    | 30 sierpnia 1927     |
| (1081) Reseda    | 31 sierpnia 1927     |
| (1082) Pirola    | 28 października 1927 |
| (1083) Salvia    | 26 stycznia 1928     |
| (1085) Amaryllis | 31 sierpnia 1927     |
| (1087) Arabis    | 2 września 1927      |
| (1091) Spiraea   | 26 lutego 1928       |
| (1092) Lilium    | 12 stycznia 1924     |
| (1095) Tulipa    | 14 kwietnia 1926     |
| (1097) Vicia     | 11 sierpnia 1928     |
| (1100) Arnica    | 22 września 1928     |
| (1101) Clematis  | 22 września 1928     |

| (1104) Syringa    | 9 stycznia 1928      |
| (1105) Fragaria   | 1 stycznia 1929      |
| (1106) Cydonia    | 5 lutego 1929        |
| (1108) Demeter    | 31 maja 1929         |
| (1109) Tata       | 5 lutego 1929        |
| (1111) Reinmuthia | 11 lutego 1927       |
| (1119) Euboea     | 27 października 1927 |
| (1126) Otero      | 11 stycznia 1929     |
| (1130) Skuld      | 2 września 1929      |
| (1131) Porzia     | 10 września 1929     |
| (1138) Attica     | 22 listopada 1929    |
| (1142) Aetolia    | 24 stycznia 1930     |
| (1143) Odyseusz   | 28 stycznia 1930     |
| (1144) Oda        | 28 stycznia 1930     |
| (1150) Achaia     | 2 września 1929      |
| (1151) Ithaka     | 8 września 1929      |
| (1152) Pawona     | 8 stycznia 1930      |
| (1154) Astronomia | 8 lutego 1927        |
| (1155) Aënna      | 26 stycznia 1928     |
| (1156) Kira       | 22 lutego 1928       |
| (1157) Arabia     | 31 sierpnia 1929     |
| (1159) Granada    | 2 września 1929      |
| (1160) Illyria    | 9 września 1929      |
| (1161) Thessalia  | 29 września 1929     |
| (1162) Larissa    | 5 stycznia 1930      |

| (1163) Saga       | 20 stycznia 1930     |
| (1164) Kobolda    | 19 marca 1930        |
| (1172) Äneas      | 17 października 1930 |
| (1173) Anchises   | 17 października 1930 |
| (1174) Marmara    | 17 października 1930 |
| (1175) Margo      | 17 października 1930 |
| (1180) Rita       | 9 kwietnia 1931      |
| (1182) Ilona      | 3 marca 1927         |
| (1183) Jutta      | 22 lutego 1930       |
| (1184) Gaea       | 5 września 1926      |
| (1187) Afra       | 6 grudnia 1929       |
| (1198) Atlantis   | 7 września 1931      |
| (1200) Imperatrix | 14 września 1931     |
| (1201) Strenua    | 14 września 1931     |
| (1204) Renzia     | 6 października 1931  |
| (1205) Ebella     | 6 października 1931  |
| (1206) Numerowia  | 18 października 1931 |
| (1207) Ostenia    | 15 listopada 1931    |
| (1208) Troilus    | 31 grudnia 1931      |
| (1209) Pumma      | 22 kwietnia 1927     |
| (1216) Askania    | 29 stycznia 1932     |
| (1218) Aster      | 29 stycznia 1932     |
| (1220) Crocus     | 11 lutego 1932       |
| (1223) Neckar     | 6 października 1931  |
| (1227) Geranium   | 5 października 1931  |

| (1228) Scabiosa     | 5 października 1931  |
| (1229) Tilia        | 9 października 1931  |
| (1230) Riceia       | 9 października 1931  |
| (1231) Auricula     | 10 października 1931 |
| (1232) Cortusa      | 10 października 1931 |
| (1233) Kobresia     | 10 października 1931 |
| (1234) Elyna        | 18 października 1931 |
| (1235) Schorria     | 18 października 1931 |
| (1249) Rutherfordia | 4 listopada 1932     |
| (1250) Galanthus    | 25 stycznia 1933     |
| (1251) Hedera       | 25 stycznia 1933     |
| (1253) Frisia       | 9 października 1931  |
| (1256) Normannia    | 8 sierpnia 1932      |
| (1257) Móra         | 8 sierpnia 1932      |
| (1258) Sicilia      | 8 sierpnia 1932      |
| (1259) Ógyalla      | 29 stycznia 1933     |
| (1260) Walhalla     | 29 stycznia 1933     |
| (1272) Gefion       | 10 października 1931 |
| (1273) Helma        | 8 sierpnia 1932      |
| (1275) Cimbria      | 30 listopada 1932    |
| (1284) Latvia       | 27 lipca 1933        |
| (1297) Quadea       | 7 stycznia 1934      |
| (1298) Nocturna     | 7 stycznia 1934      |
| (1302) Werra        | 28 września 1924     |
| (1304) Arosa        | 21 maja 1928         |

| (1308) Halleria    | 12 marca 1931     |
| (1311) Knopfia     | 24 marca 1933     |
| (1317) Silvretta   | 1 września 1935   |
| (1322) Coppernicus | 15 czerwca 1934   |
| (1334) Lundmarka   | 16 lipca 1934     |
| (1335) Demoulina   | 7 września 1934   |
| (1346) Gotha       | 5 lutego 1929     |
| (1370) Hella       | 31 sierpnia 1935  |
| (1371) Resi        | 31 sierpnia 1935  |
| (1372) Haremari    | 31 sierpnia 1935  |
| (1382) Gerti       | 21 stycznia 1925  |
| (1395) Aribeda     | 16 lipca 1936     |
| (1399) Teneriffa   | 23 sierpnia 1936  |
| (1402) Eri         | 16 lipca 1936     |
| (1404) Ajax        | 17 sierpnia 1936  |
| (1408) Trusanda    | 23 listopada 1936 |
| (1409) Isko        | 8 stycznia 1937   |
| (1410) Margret     | 8 stycznia 1937   |
| (1411) Brauna      | 8 stycznia 1937   |
| (1417) Walinskia   | 1 kwietnia 1937   |
| (1419) Danzig      | 5 września 1929   |
| (1420) Radcliffe   | 14 września 1931  |
| (1422) Strömgrenia | 23 sierpnia 1936  |
| (1435) Garlena     | 23 listopada 1936 |
| (1437) Diomedes    | 3 sierpnia 1937   |

| (1438) Wendeline   | 11 października 1937 |
| (1439) Vogtia      | 11 października 1937 |
| (1440) Rostia      | 11 października 1937 |
| (1443) Ruppina     | 29 grudnia 1937      |
| (1457) Ankara      | 3 sierpnia 1937      |
| (1466) Mündleria   | 31 maja 1938         |
| (1469) Linzia      | 19 sierpnia 1938     |
| (1481) Tübingia    | 7 lutego 1938        |
| (1482) Sebastiana  | 20 lutego 1938       |
| (1485) Isa         | 28 lipca 1938        |
| (1487) Boda        | 17 listopada 1938    |
| (1502) Arenda      | 17 listopada 1938    |
| (1528) Conrada     | 10 lutego 1940       |
| (1553) Bauersfelda | 13 stycznia 1940     |
| (1556) Wingolfia   | 14 stycznia 1942     |
| (1557) Roehla      | 14 stycznia 1942     |
| (1561) Fricke      | 15 lutego 1941       |
| (1562) Gondolatsch | 9 marca 1943         |
| (1587) Kahrstedt   | 25 marca 1933        |
| (1611) Beyer       | 17 lutego 1950       |
| (1612) Hirose      | 23 stycznia 1950     |
| (1624) Rabe        | 9 października 1931  |
| (1628) Strobel     | 11 września 1923     |
| (1632) Sieböhme    | 26 lutego 1941       |
| (1635) Bohrmann    | 7 marca 1924         |

| (1636) Porter      | 23 stycznia 1950     |
| (1642) Hill        | 4 września 1951      |
| (1643) Brown       | 4 września 1951      |
| (1645) Waterfield  | 24 lipca 1933        |
| (1650) Heckmann    | 11 października 1937 |
| (1662) Hoffmann    | 11 września 1923     |
| (1665) Gaby        | 27 lutego 1930       |
| (1668) Hanna       | 24 lipca 1933        |
| (1669) Dagmar      | 7 września 1934      |
| (1673) van Houten  | 11 października 1937 |
| (1674) Groeneveld  | 7 lutego 1938        |
| (1682) Karel       | 2 sierpnia 1949      |
| (1691) Oort        | 9 września 1956      |
| (1704) Wachmann    | 7 marca 1924         |
| (1706) Dieckvoss   | 5 października 1931  |
| (1716) Peter       | 4 kwietnia 1934      |
| (1719) Jens        | 17 lutego 1950       |
| (1720) Niels       | 7 lutego 1935        |
| (1726) Hoffmeister | 24 lipca 1933        |
| (1732) Heike       | 9 marca 1943         |
| (1739) Meyermann   | 15 sierpnia 1939     |
| (1742) Schaifers   | 7 września 1934      |
| (1749) Telamon     | 23 września 1949     |
| (1750) Eckert      | 15 lipca 1950        |
| (1759) Kienle      | 11 września 1942     |

| (1782) Schneller   | 6 października 1931  |
| (1785) Wurm        | 15 lutego 1941       |
| (1814) Bach        | 9 października 1931  |
| (1815) Beethoven   | 27 stycznia 1932     |
| (1818) Brahms      | 15 sierpnia 1939     |
| (1820) Lohmann     | 2 sierpnia 1949      |
| (1823) Gliese      | 4 września 1951      |
| (1825) Klare       | 31 sierpnia 1954     |
| (1849) Kresák      | 14 stycznia 1942     |
| (1850) Kohoutek    | 23 marca 1942        |
| (1862) Apollo      | 24 kwietnia 1932     |
| (1880) McCrosky    | 13 stycznia 1940     |
| (1881) Shao        | 3 sierpnia 1940      |
| (1913) Sekanina    | 22 września 1928     |
| (1941) Wild        | 6 października 1931  |
| (1944) Günter      | 14 września 1925     |
| (1950) Wempe       | 23 marca 1942        |
| (1968) Mehltretter | 29 stycznia 1932     |
| (1985) Hopmann     | 13 stycznia 1929     |
| (1990) Pilcher     | 9 marca 1956         |
| (2018) Schuster    | 17 października 1931 |
| (2022) West        | 7 lutego 1938        |
| (2057) Rosemary    | 7 września 1934      |
| (2097) Galle       | 11 sierpnia 1953     |
| (2136) Jugta       | 24 lipca 1933        |

| (2137) Priscilla   | 24 sierpnia 1936     |
| (2157) Ashbrook    | 7 marca 1924         |
| (2158) Tietjen     | 24 lipca 1933        |
| (2181) Fogelin     | 28 grudnia 1942      |
| (2214) Carol       | 7 kwietnia 1953      |
| (2235) Vittore     | 5 kwietnia 1924      |
| (2236) Austrasia   | 23 marca 1933        |
| (2248) Kanda       | 27 lutego 1933       |
| (2249) Yamamoto    | 6 kwietnia 1942      |
| (2278) Götz        | 7 kwietnia 1953      |
| (2290) Helffrich   | 14 lutego 1932       |
| (2306) Bauschinger | 15 sierpnia 1939     |
| (2346) Lilio       | 5 lutego 1934        |
| (2358) Bahner      | 2 września 1929      |
| (2359) Debehogne   | 5 października 1931  |
| (2391) Tomita      | 9 stycznia 1957      |
| (2414) Vibeke      | 18 października 1931 |
| (2444) Lederle     | 5 lutego 1934        |
| (2453) Wabash      | 30 września 1921     |
| (2465) Wilson      | 2 sierpnia 1949      |
| (2485) Scheffler   | 29 stycznia 1932     |
| (2500) Alascattalo | 2 kwietnia 1926      |
| (2537) Gilmore     | 4 września 1951      |
| (2560) Siegma      | 14 lutego 1932       |
| (2572) Annschnell  | 17 lutego 1950       |

| (2591) Dworetsky    | 2 sierpnia 1949      |
| (2615) Saito        | 4 września 1951      |
| (2623) Zech         | 22 września 1919     |
| (2637) Bobrovnikoff | 22 września 1919     |
| (2652) Yabuuti      | 7 kwietnia 1953      |
| (2664) Everhart     | 7 września 1934      |
| (2676) Aarhus       | 25 sierpnia 1933     |
| (2749) Walterhorn   | 11 października 1937 |
| (2806) Graz         | 7 kwietnia 1953      |
| (2824) Franke       | 4 lutego 1934        |
| (2855) Bastian      | 10 października 1931 |
| (2856) Röser        | 14 kwietnia 1933     |
| (2879) Shimizu      | 14 lutego 1932       |
| (2896) Preiss       | 15 września 1931     |
| (2897) Ole Römer    | 5 lutego 1932        |
| (2942) Cordie       | 29 stycznia 1932     |
| (2943) Heinrich     | 25 sierpnia 1933     |
| (2944) Peyo         | 31 sierpnia 1935     |
| (2957) Tatsuo       | 5 lutego 1934        |
| (3008) Nojiri       | 17 listopada 1938    |
| (3020) Naudts       | 2 sierpnia 1949      |
| (3035) Chambers     | 7 marca 1924         |
| (3144) Brosche      | 10 października 1931 |
| (3183) Franzkaiser  | 2 sierpnia 1949      |
| (3219) Komaki       | 4 lutego 1934        |

| (3227) Hasegawa  | 24 lutego 1928       |
| (3263) Bligh     | 5 lutego 1932        |
| (3264) Bounty    | 7 stycznia 1934      |
| (3265) Fletcher  | 9 listopada 1953     |
| (3289) Mitani    | 7 września 1934      |
| (3295) Murakami  | 17 lutego 1950       |
| (3370) Kohsai    | 4 lutego 1934        |
| (3379) Oishi     | 6 października 1931  |
| (3383) Koyama    | 9 stycznia 1951      |
| (3404) Hinderer  | 4 lutego 1934        |
| (3415) Danby     | 22 września 1928     |
| (3416) Dorrit    | 8 listopada 1931     |
| (3417) Tamblyn   | 1 kwietnia 1937      |
| (3425) Hurukawa  | 29 stycznia 1929     |
| (3426) Seki      | 5 lutego 1932        |
| (3440) Stampfer  | 17 lutego 1950       |
| (3446) Combes    | 12 marca 1942        |
| (3473) Sapporo   | 7 marca 1924         |
| (3500) Kobayashi | 18 września 1919     |
| (3555) Miyasaka  | 6 października 1931  |
| (3569) Kumon     | 20 lutego 1938       |
| (3644) Kojitaku  | 5 października 1931  |
| (3682) Welther   | 12 lipca 1923        |
| (3707) Schröter  | 5 lutego 1934        |
| (3722) Urata     | 29 października 1927 |

| (3745) Petaev         | 23 września 1949     |
| (3790) Raywilson      | 26 października 1937 |
| (3911) Otomo          | 31 sierpnia 1940     |
| (3937) Bretagnon      | 14 marca 1932        |
| (3938) Chapront       | 2 sierpnia 1949      |
| (3939) Huruhata       | 7 kwietnia 1953      |
| (3957) Sugie          | 24 lipca 1933        |
| (4001) Ptolemaeus     | 2 sierpnia 1949      |
| (4002) Shinagawa      | 14 maja 1950         |
| (4417) Lecar          | 8 kwietnia 1931      |
| (4418) Fredfranklin   | 9 października 1931  |
| (4419) Allancook      | 24 kwietnia 1932     |
| (4421) Kayor          | 14 stycznia 1942     |
| (4589) McDowell       | 24 lipca 1933        |
| (4615) Zinner         | 13 września 1923     |
| (4647) Syuji          | 9 października 1931  |
| (4648) Tirion         | 18 października 1931 |
| (4650) Mori           | 5 października 1950  |
| (4723) Wolfgangmattig | 11 października 1937 |
| (4808) Ballaero       | 21 stycznia 1925     |
| (4849) Ardenne        | 17 sierpnia 1936     |
| (4910) Kawasato       | 11 sierpnia 1953     |
| (4979) Otawara        | 2 sierpnia 1949      |
| (5072) Hioki          | 9 października 1931  |
| (5152) Labs           | 18 października 1931 |

| (5494) Johanmohr   | 19 października 1933 |
| (5532) Ichinohe    | 14 lutego 1932       |
| (5535) Annefrank   | 23 marca 1942        |
| (5657) Groombridge | 28 sierpnia 1936     |
| (5658) Clausbaader | 17 lutego 1950       |
| (5703) Hevelius    | 15 listopada 1931    |
| (5704) Schumacher  | 17 lutego 1950       |
| (6260) Kelsey      | 2 sierpnia 1949      |
| (6808) Plantin     | 5 lutego 1932        |
| (6809) Sakuma      | 20 lutego 1938       |
| (7042) Carver      | 24 marca 1933        |
| (7103) Wichmann    | 7 kwietnia 1953      |
| (7449) Döllen      | 21 sierpnia 1949     |
| (7542) Johnpond    | 7 kwietnia 1953      |
| (11434) Lohnert    | 10 października 1931 |
| (11435) 1931 UB    | 17 października 1931 |
| (13473) Hokema     | 7 kwietnia 1953      |
| (30717) 1937 UD    | 26 października 1937 |
| (32730) Lamarr     | 4 września 1951      |
| (69230) Hermes     | 28 października 1937 |